# چلچله سینه‌قهوه‌ای
چلچله سینه‌قهوه‌ای (نام علمی: Progne tapera) نام یک گونه از سرده پروکن‌پرستوها است.